# 134 (nombre)
Cet article concerne le nombre 134. Pour l'année, voir 134.
134 (cent trente-quatre) est l'entier naturel qui suit 133 et qui précède 135.

## En mathématiques
Cent trente-quatre est :
- Un nombre nontotient.
- Un nombre noncototient.

## Dans d'autres domaines
Cent trente-quatre est aussi :
- Le n° de modèle d'un avion russe, le Tupolev Tu-134.
- Années historiques : -134, 134.
- Ligne 134 .